# Bełesztewica (gmina Wełes)
Bełesztewica (mac. Белештевица) – wieś w centralnej Macedonii Północnej, administracyjnie należąca do gminy Wełes. Według stanu na 2002 rok jej liczebność wynosiła 15 mieszkańców.

Według danych ze spisu powszechnego przeprowadzonego w 2002 roku, wieś zamieszkiwało 15 osób, wszyscy deklarujący narodowość macedońską.